# Politikåret 1958

## Händelser

### Februari
- 1 februari – Egypten och Syrien förenas till Förenade Arabrepubliken med Nasser som president.
- 22 februari - Autonoma Republiken Togo utropas.[1]

### Mars
- 27 mars – Nikita Chrusjtjov blir premiärminister i Sovjetunionen.

### April
- 28 april – Den svenska regeringen upplöser andra kammaren och utlyser nyval.

### Juni
- 2 juni – General Charles de Gaulle blir fransk konseljpresident (=statsminister) med utökade befogenheter och uppdraget att inom 6 månader presentera ett förslag till ny konstitution.
- 16 juni – Imre Nagy och tre av hans medarbetare avrättas för sin medverkan i den ungerska revolten 1956, som krossades av Sovjetunionen.

### Juli
- 14 juli – Irak utropas till republik.

### Augusti
- 22 augusti – Folkrepubliken Kina beskjuter öarna Quemoy och Matsu vid Taiwan.

### September
- 4 september – Regeringen de Gaulle presenterar sitt förslag till ny konstitution i Frankrike.

### Oktober
- 2 oktober – Guinea blir självständigt från Frankrike.[2]
- 14 oktober – Autonoma Republiken Malagasy utropas.[3]

### November
- 24 november – Autonoma Sudanesiska republiken utropas.[4]
- 25 november – Autonoma Republiken Senegal utropas.[5]
- 28 november – Autonoma Republiken Gabon[6], Autonoma Islamiska republiken Mauretanien.[7], Autonoma Republiken Tchad utropas.[8] och Autonoma Republiken Kongo utropas.[9]

### December
- 1 december – Autonoma Centralafrikanska republiken utropas.[10]
- 4 december – Autonoma Republiken Elfenbenskusten.[11] och Autonoma Republiken Dahomey utropas.[12]
- 19 december – Autonoma Republiken Niger utropas.[13]

## Val och folkomröstningar
- 1 juni – Andrakammarval (nyval) i Sverige.
- 6–7 juli – Riksdagsval i Finland.
- 28 september – En folkomröstning godkänner med 80 % ja-röster förslaget till ny konstitution i Frankrike.
- 8 november – Lagtingsval på Färöarna.
- 21 december – General Charles de Gaulle väljs till president i Frankrike.[14]

## Organisationshändelser
- Okänt datum – Kristdemokraterna bildas i Finland.

## Födda
- 5 juni – Avigdor Lieberman, Israels utrikesminister 2009–2012 och 2013–2015.
- 8 juli – Tzipi Livni, Israels utrikesminister 2006–2009.
- 3 augusti – Peter Eriksson, Miljöpartiet de Grönas språkrör 2002–2011.
- Okänt datum – Ghazi al-Yawer, Iraks president 2004–2005.

## Avlidna
- 1 maj – Oscar Torp, Norges statsminister 1951–1955.
- 16 juni – Imre Nagy, Ungerns premiärminister 1953–1955 och 24 oktober–4 november 1956.

### Fotnoter
1. ↑  ”Togo” (på engelska). World Statesmen. http://www.worldstatesmen.org/Togo.html. Läst 25 januari 2013.
2. ↑  ”Guinea” (på engelska). World Statesmen. http://www.worldstatesmen.org/Guinea.html. Läst 7 november 2012.
3. ↑  ”Madagascar” (på engelska). World Statesmen. http://www.worldstatesmen.org/Madagascar.htm. Läst 22 november 2012.
4. ↑  ”Mali” (på engelska). World Statesmen. http://www.worldstatesmen.org/Mali.htm. Läst 22 november 2012.
5. ↑  ”Senegal” (på engelska). World Statesmen. http://www.worldstatesmen.org/Senegal.html. Läst 22 november 2012.
6. ↑  ”Gabon” (på engelska). World Statesmen. http://www.worldstatesmen.org/Gabon.html. Läst 22 november 2012.
7. ↑  ”Mauritania” (på engelska). World Statesmen. http://www.worldstatesmen.org/Mauritania.htm. Läst 22 november 2012.
8. ↑  ”Chad” (på engelska). World Statesmen. http://www.worldstatesmen.org/Chad.html. Läst 22 november 2012.
9. ↑  ”Congo (Brazzaville)” (på engelska). World Statesmen. http://www.worldstatesmen.org/Congo-Brazzaville.html. Läst 25 januari.
10. ↑  ”Central African Republic” (på engelska). World Statesmen. http://www.worldstatesmen.org/Central_African_Republic.html. Läst 22 november 2012.
11. ↑  ”Côte d'Ivoire” (på engelska). World Statesmen. http://www.worldstatesmen.org/Cote_dIvorie.html. Läst 22 november 2012.
12. ↑  ”Benin” (på engelska). World Statesmen. http://www.worldstatesmen.org/Benin.html. Läst 25 januari 2013.
13. ↑  ”Niger” (på engelska). World Statesmen. http://www.worldstatesmen.org/Niger.htm. Läst 22 november 2012.
14. ↑  ”France” (på engelska). World Statesmen. http://www.worldstatesmen.org/France.html. Läst 22 november 2012.